# Ramulus baishuijiangius
Ramulus baishuijiangius är en insektsart som först beskrevs av Chen, S.C. 1992.  Ramulus baishuijiangius ingår i släktet Ramulus och familjen Phasmatidae. Inga underarter finns listade i Catalogue of Life.